# Односи Турске и Уједињеног Краљевства
Односи Турске и Уједињеног Краљевства су инострани односи Турске Републике и Уједињеног Краљевства Велике Британије и Северне Ирске.

## Историја односа
На Берлинском конгресу 1878. Британија стаје на страну очувања Османског царства где год је то могуће
Османско царство се распало у Првом светском рату и велике њене територије су после тога дошле под британску управу (види: Британски мандат над Палестином, Јордан и Ирак).
Турска је постала део НАТО пакта 1952. и била је део западног блока у Хладним рату заједно са Великом Британијом.

### Дипломатски представници

#### У Константинопољу и Анкари
- Виљем Артур Вајт, амбасадор у Цариграду 1886 – 1891.
- Хенри Булвер, британски амбасадор у Цариграду 1858 – 1865.

#### У Лондону
- Константинос Мусурус, амбасадор 1850 – 1885.
- Коча Мустафа Решид-паша, амбасадор 1836 – 1838.